# Coupe d'Europe des vainqueurs de coupe de football 1981-1982
Navigation
Coupe des coupes 1980-1981 Coupe des coupes 1982-1983
La Coupe d'Europe des vainqueurs de coupe 1981-1982 voit le sacre des Espagnols FC Barcelone, qui bat le Standard de Liège lors de la finale disputée dans son stade du Camp Nou. C'est la deuxième Coupe des coupes remportée par le FC Barcelone après leur succès trois ans plus tôt. Quant au Standard, il s'agit de leur seule finale européenne disputée à ce jour.
Deux joueurs se partagent le titre de meilleur buteur de la compétition avec six buts. Il s'agit du Soviétique Ramaz Shengelia du FC Dinamo Tbilissi et du Belge Eddy Voordeckers du Standard de Liège.

## Tour préliminaire
| Équipe 1              | Résultat | Équipe 2                 | Aller | Retour |
| --------------------- | -------- | ------------------------ | ----- | ------ |
| Politehnica Timişoara | 2 - 5    | 1. FC Lokomotive Leipzig | 2 - 0 | 0 - 5  |

## Seizièmes de finale
| Équipe 1              | Résultat | Équipe 2                 | Aller | Retour           |
| --------------------- | -------- | ------------------------ | ----- | ---------------- |
| Fram Reykjavik        | 2 - 5    | Dundalk FC               | 2 - 1 | 0 - 4            |
| Ajax Amsterdam        | 1 - 6    | Tottenham Hotspur        | 1 - 3 | 0 - 3            |
| FK SKA Rostov         | 5 - 0    | Ankaragücü SK            | 3 - 0 | 2 - 0            |
| Eintracht Francfort   | 2 - 2    | PAOK Salonique           | 2 - 0 | 0 - 2 ap tab 5-4 |
| Swansea City AFC      | 1 - 3    | 1. FC Lokomotive Leipzig | 0 - 1 | 1 - 2            |
| AS La Jeunesse d'Esch | 2 - 7    | FK Velež Mostar 1922     | 1 - 1 | 1 - 6            |
| Dukla Prague          | 4 - 2    | Glasgow Rangers          | 3 - 0 | 1 - 2            |
| FC Barcelone          | 4 - 2    | AFD Trakia Plovdiv       | 4 - 1 | 0 - 1            |
| Vålerenga Fotball     | 3 - 6    | Legia Varsovie           | 2 - 2 | 1 - 4            |
| FC Lausanne-Sport     | 4 - 4    | Kalmar FF                | 2 - 1 | e2 - 3           |
| KTP Kotka             | 0 - 5    | SEC Bastia               | 0 - 0 | 0 - 5            |
| Dinamo Tbilissi       | 4 - 2    | Grazer AK                | 2 - 0 | 2 - 2            |
| EN Paralimni          | 1 - 8    | Vasas SC                 | 1 - 0 | 0 - 8            |
| Floriana FC           | 1 - 12   | Standard de Liège        | 1 - 3 | 0 - 9            |
| Vejle BK              | 2 - 4    | FC Porto                 | 2 - 1 | 0 - 3            |
| Ballymena United      | 0 - 6    | AS Rome                  | 0 - 2 | 0 - 4            |

## Huitièmes de finale
| Équipe 1                 | Résultat | Équipe 2             | Aller | Retour             |
| ------------------------ | -------- | -------------------- | ----- | ------------------ |
| Dundalk FC               | 1 - 2    | Tottenham Hotspur    | 1 - 1 | 0 - 1              |
| FK SKA Rostov            | 1 - 2    | Eintracht Francfort  | 1 - 0 | 0 - 2              |
| 1. FC Lokomotive Leipzig | 2 - 2    | FK Velež Mostar 1922 | 1 - 1 | 1 - 1 ap tab (3-0) |
| Dukla Prague             | 1 - 4    | FC Barcelone         | 1 - 0 | 0 - 4              |
| Legia Varsovie           | 3 - 2    | FC Lausanne-Sport    | 2 - 1 | 1 - 1              |
| SEC Bastia               | 2 - 4    | Dinamo Tbilissi      | 1 - 1 | 1 - 3              |
| Vasas SC                 | 1 - 4    | Standard de Liège    | 0 - 2 | 1 - 2              |
| FC Porto                 | 2 - 0    | AS Rome              | 2 - 0 | 0 - 0              |

## Quarts de finale
| Équipe 1                 | Résultat | Équipe 2            | Aller | Retour |
| ------------------------ | -------- | ------------------- | ----- | ------ |
| Tottenham Hotspur        | 3 - 2    | Eintracht Francfort | 2 - 0 | 1 - 2  |
| 1. FC Lokomotive Leipzig | 2 - 4    | FC Barcelone        | 0 - 3 | 2 - 1  |
| Legia Varsovie           | 0 - 2    | Dinamo Tbilissi     | 0 - 1 | 0 - 1  |
| Standard de Liège        | 4 - 2    | FC Porto            | 2 - 0 | 2 - 2  |

## Demi-finales
| Équipe 1          | Résultat | Équipe 2          | Aller | Retour |
| ----------------- | -------- | ----------------- | ----- | ------ |
| Tottenham Hotspur | 1 - 2    | FC Barcelone      | 1 - 1 | 0 - 1  |
| Dinamo Tbilissi   | 0 - 2    | Standard de Liège | 0 - 1 | 0 - 1  |

## Finale
| Équipe 1     | Résultat | Équipe 2          |
| ------------ | -------- | ----------------- |
| FC Barcelone | 2- 1     | Standard de Liège |